# Damage CTRL
Damage CTRL (pronunciado "Damage Control") (ダメージコントロール, Damēji Kontorōru) foi um grupo de luta livre profissional na WWE. O grupo foi formado em julho de 2022 no SummerSlam por Bayley, ao lado de Dakota Kai e Iyo Sky. O Damage CTRL rapidamente se destacou na divisão feminina da WWE, com Kai e Sky conquistando o Campeonato de Duplas Femininas da WWE por duas vezes. Em 2023, Sky venceu a luta de escadas Money in the Bank feminina e usou a maleta no SummerSlam para se tornar a campeã feminina da WWE. Mais tarde naquele ano, Kairi Sane e Asuka se juntaram ao grupo, marcando o retorno das Kabuki Warriors sob a bandeira do Damage CTRL.

## História

### Formação e liderança de Bayley (2022–2023)

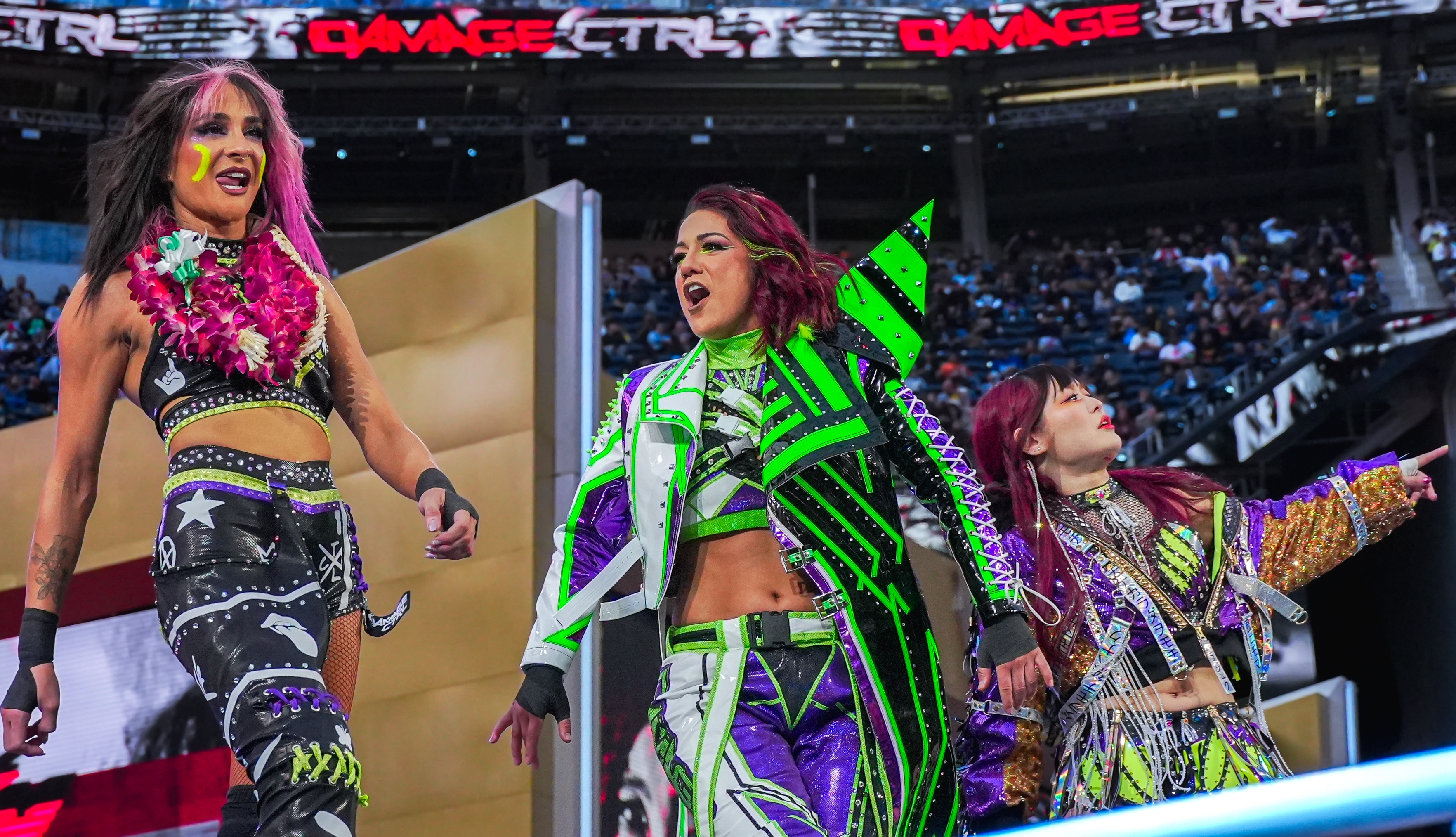
Damage CTRL na WrestleMania 39.

O Damage CTRL fez sua estreia no SummerSlam em 30 de julho de 2022, quando Bayley retornou de uma pausa de um ano devido a lesão, se aliando a Dakota Kai, que também estava retornando, e Iyo Sky (anteriormente conhecida como Io Shirai), que foi chamada do NXT. O grupo confrontou a campeã feminina do Raw, Bianca Belair, após sua bem-sucedida defesa de título. Mais tarde, Kai revelou que o conceito original da facção incluía ela mesma, Tegan Nox e Candice LeRae. Bayley, Kai e Sky se juntaram à marca Raw como vilãs e fizeram sua estreia na noite seguinte, atacando Lynch, Alexa Bliss e Asuka. No episódio de 5 de agosto do SmackDown, um torneio para coroar as novas campeãs de duplas femininas da WWE foi anunciado. Kai e Sky foram anunciadas como uma equipe no episódio de 8 de agosto do Raw. Nesse episódio, elas derrotaram o time de Dana Brooke e Tamina na primeira rodada do torneio. Bayley, Kai e Sky então desafiaram Belair, Bliss e Asuka para uma luta de trios no Clash at the Castle, que elas aceitaram. Sky e Kai avançaram para as semifinais, mas perderam para Aliyah e Raquel Rodriguez na final.
Em 3 de setembro no Clash at the Castle, Bayley, Kai e Sky, agora oficialmente sob o nome de Damage Control, derrotaram Belair, Bliss e Asuka, com Bayley fazendo o pin em Belair. No Raw de 12 de setembro, Kai e Sky derrotaram Aliyah e Rodriguez para conquistar o Campeonato de Duplas Femininas da WWE. Bayley desafiou Belair pelo Campeonato Feminino do Raw no Extreme Rules em uma luta de escadas e novamente no Crown Jewel em uma luta Last Woman Standing, mas não teve sucesso em ambas as ocasiões. Enquanto isso, Kai e Sky perderam brevemente os títulos de duplas para Alexa Bliss e Asuka após um reinado de 49 dias, mas os recuperaram cinco dias depois no Crown Jewel. No Survivor Series: WarGames, em novembro de 2022, o Damage CTRL fez equipe com Nikki Cross e Rhea Ripley na luta WarGames feminina, mas perdeu quando Becky Lynch fez o pin em Kai.
Após isso, o grupo entrou em uma rivalidade com Becky Lynch. No episódio de 19 de dezembro do Raw, Bayley derrotou Lynch em uma luta individual. Mais tarde, Kai e Sky venceram Lynch e Michin em uma luta sem o título de duplas feminino em jogo. Uma luta dentro de uma jaula de aço entre Bayley e Lynch foi marcada para o Raw is XXX, mas não aconteceu devido a um ataque pré-luta do Damage CTRL. A luta foi remarcada para 6 de fevereiro, onde Lynch derrotou Bayley com a ajuda de Lita. Logo depois, Lynch e Lita desafiaram Kai e Sky pelo Campeonato de Duplas Femininas. Apesar da interferência de Bayley, Kai e Sky perderam os títulos no episódio de 27 de fevereiro do Raw, graças à ajuda do retorno de Trish Stratus. Na WrestleMania 39, o Damage CTRL foi derrotado em uma luta de trios por Lynch, Lita e Stratus. Em 12 de maio, Bayley e Kai falharam em recuperar os títulos de duplas de Liv Morgan e Raquel Rodriguez, durante a qual Kai sofreu uma lesão no joelho (ruptura do LCA), enquanto Morgan também sofreu uma lesão no ombro.
Em 9 de junho, tanto Bayley quanto Sky se qualificaram para a luta de escadas Money in the Bank feminina no evento de mesmo nome, onde Sky saiu vitoriosa. No SummerSlam, Sky usou com sucesso sua maleta para desafiar e derrotar Bianca Belair, conquistando o Campeonato Feminino da WWE. Kai fez sua primeira aparição desde a lesão para celebrar com Sky e começou a aparecer em um papel não relacionado à luta durante sua recuperação.

### Novos membros, lesões e dissolução (2023–2025)

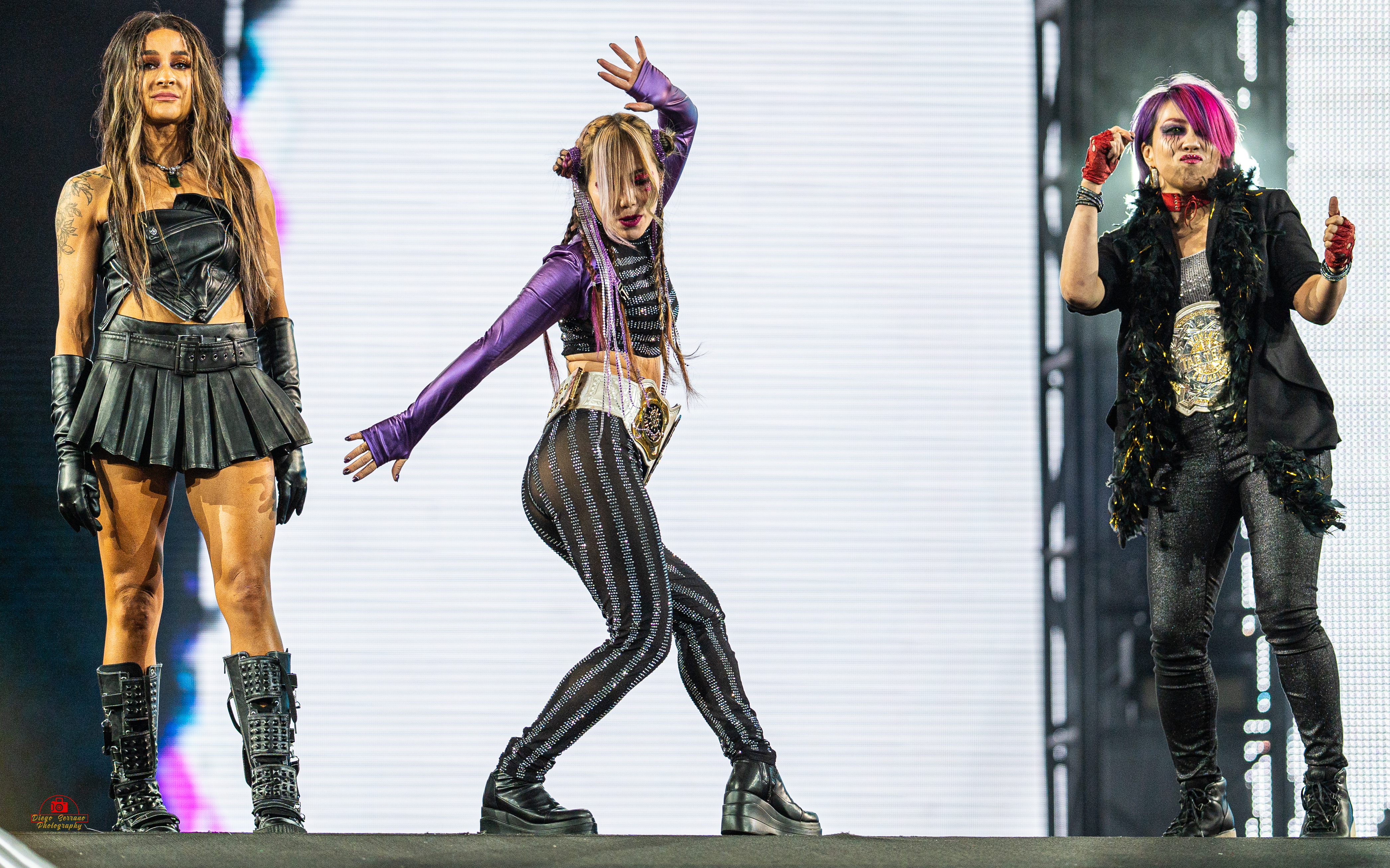
Damage CTRL na WrestleMania XL.

No Crown Jewel em novembro de 2023, Kairi Sane fez um retorno surpresa à WWE e ajudou Sky a reter o Campeonato Feminino contra Belair. Sane oficialmente se juntou ao grupo no episódio de 10 de novembro do SmackDown. Naquela mesma noite, Asuka se reuniu com Sane como The Kabuki Warriors e depois se juntou formalmente ao Damage CTRL. No Survivor Series: WarGames, o Damage CTRL perdeu na luta WarGames feminina.
Em 26 de janeiro de 2024, The Kabuki Warriors derrotaram Katana Chance e Kayden Carter para conquistar o Campeonato de Duplas Femininas da WWE. Na noite seguinte, no Royal Rumble, Bayley venceu a luta feminina do Royal Rumble. No episódio de 2 de fevereiro do SmackDown, Asuka e Sane se viraram contra Bayley e a expulsaram do grupo. Kai inicialmente parecia apoiar Bayley, mas no episódio de 1º de março do SmackDown, revelou que tudo não passava de uma farsa e se reuniu com Asuka e Sane para atacar Bayley. Na Noite 1 da WrestleMania XL, Kai, Sane e Asuka perderam uma luta de trios para Belair, Jade Cargill e Naomi. Na noite seguinte, Bayley derrotou Sky para conquistar o Campeonato Feminino da WWE, encerrando o reinado de 246 dias de Sky. No Backlash: France, Asuka e Sane perderam os títulos de duplas para Belair e Cargill, encerrando seu reinado de 99 dias.
Tanto Asuka quanto Kai precisaram passar por cirurgias após sofrerem lesões no joelho. Nos meses seguintes, Sky e Sane lutaram sem sucesso pelo título de duplas várias vezes, incluindo uma luta fatal-4-way de duplas pelo título no Crown Jewel. Kai retornou de lesão em novembro, mas novamente sofreu uma concussão em janeiro de 2025. Sane também sofreu uma lesão no final do ano anterior. Em 3 de março, Sky derrotou Rhea Ripley no Raw para conquistar o Campeonato Mundial Feminino. Ela também manteve o título em uma luta triple threat na WrestleMania 41 contra Ripley e Belair. Em 2 de maio, a WWE anunciou a demissão de Kai, encerrando sua passagem pelo Damage CTRL. A demissão de Kai, assim como a inatividade de Asuka e Kairi Sane, sinalizou o silencioso fim do grupo.

## Membros

Bayley (L)
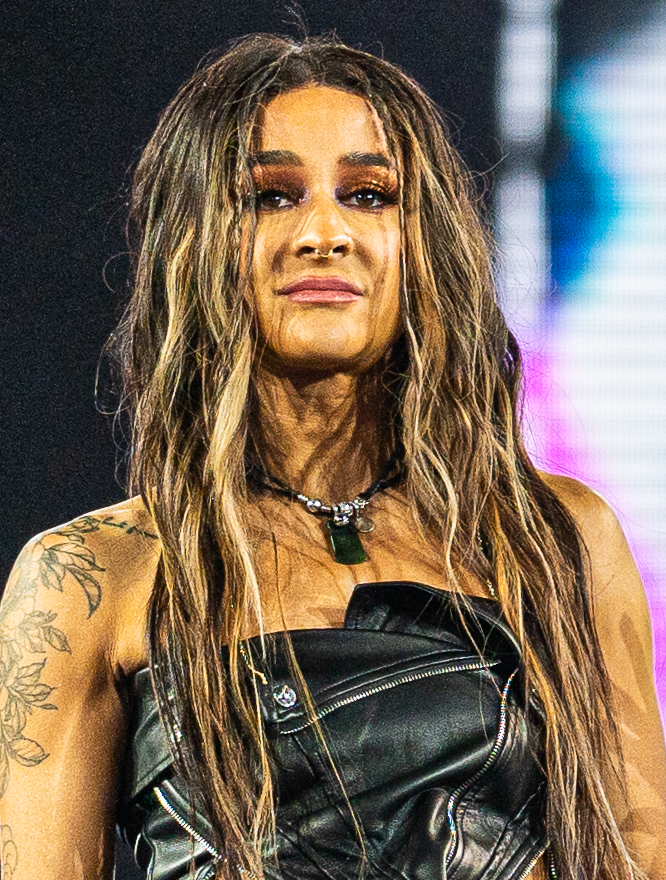
Dakota Kai
Iyo Sky
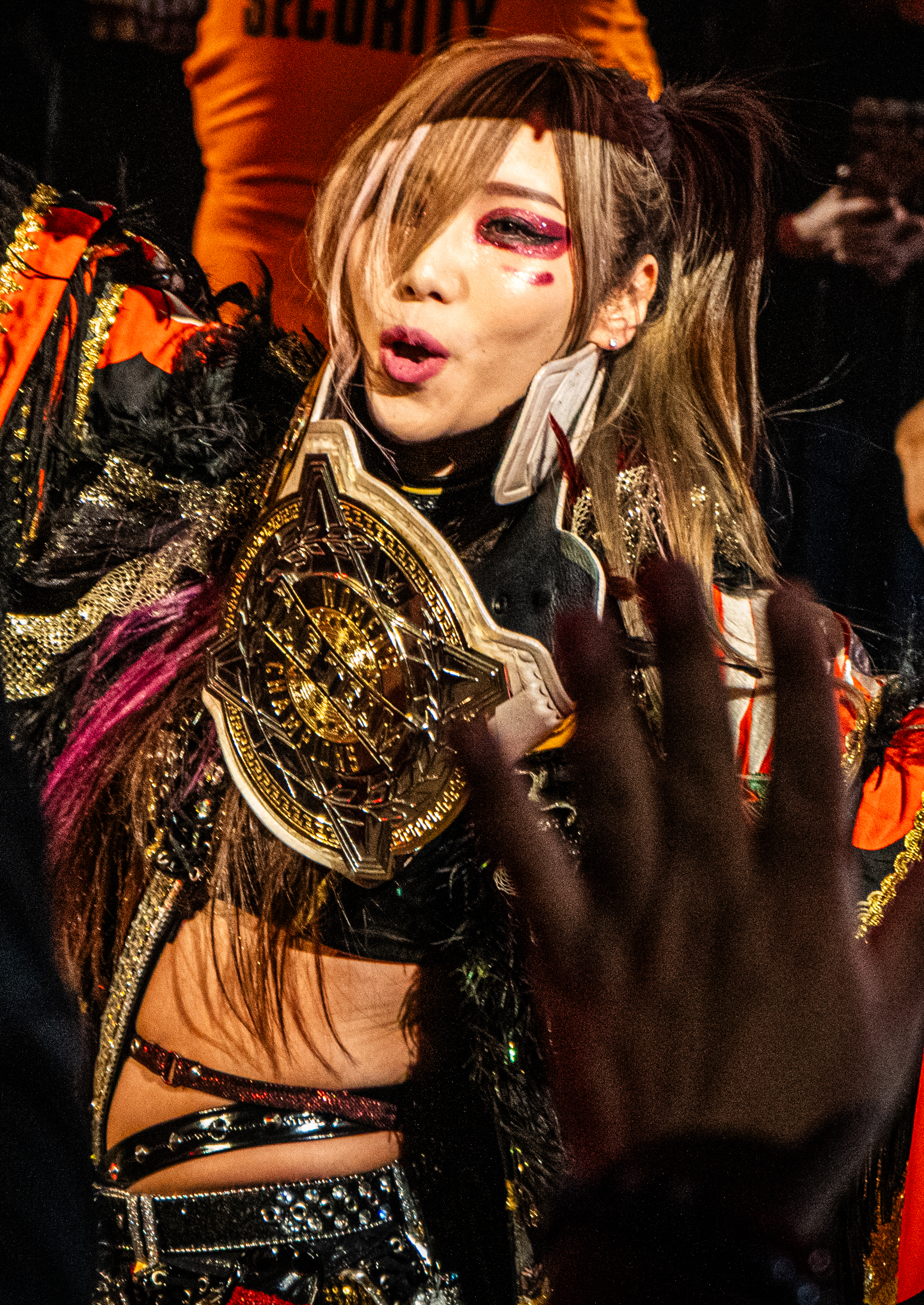
Kairi Sane
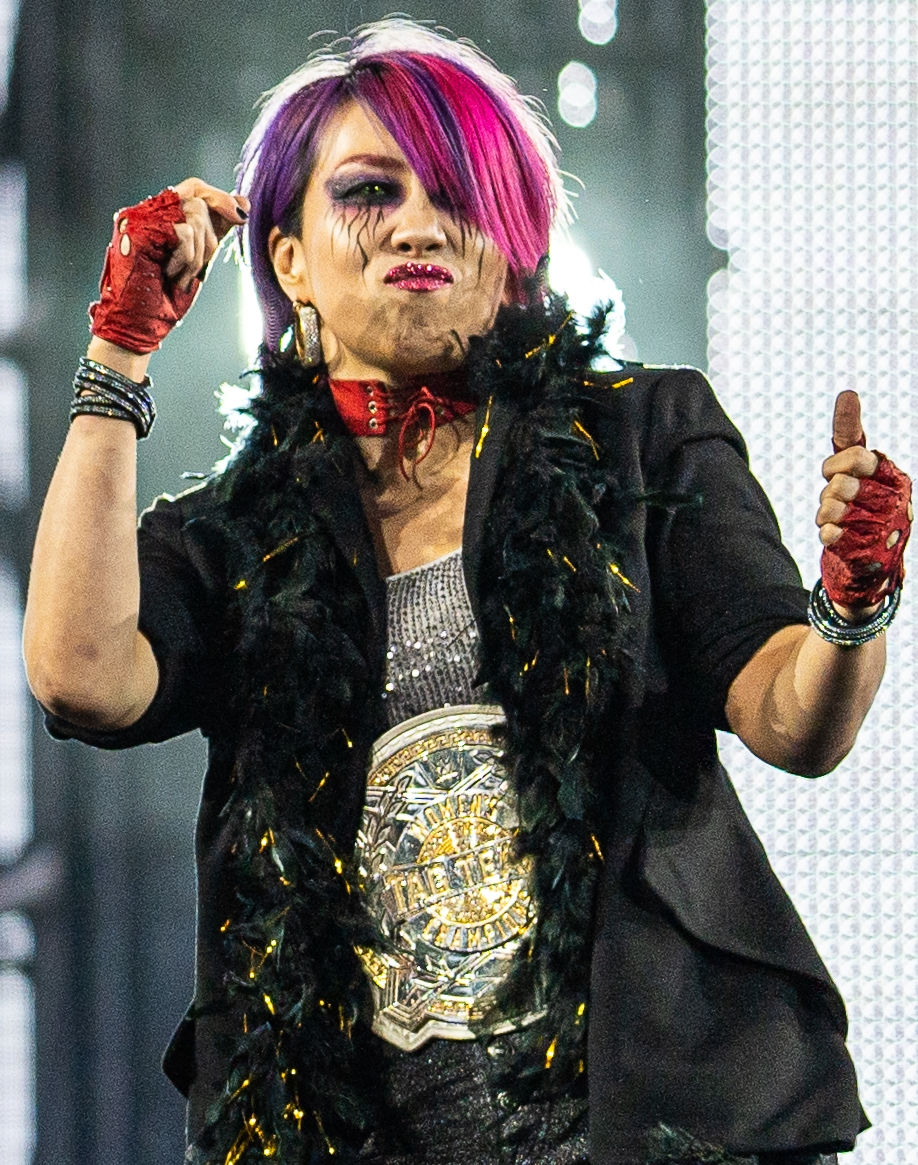
Asuka

| * | Membros fundadores |
| L | Líder              |
| M | Manager            |

| Membro     | Entrada                | Saída                  |
| ---------- | ---------------------- | ---------------------- |
| Bayley (L) | 30 de julho de 2022*   | 2 de fevereiro de 2024 |
| Dakota Kai | 30 de julho de 2022*   | 2 de maio de 2025      |
| Iyo Sky    | 30 de julho de 2022*   | 2 de maio de 2025      |
| Kairi Sane | 10 de novembro de 2023 | 16 de dezembro de 2024 |
| Asuka      | 17 de novembro de 2023 | 4 de maio de 2024      |

## Sub-grupos
| Afiliados           | Membros          | Período   | Tipo  |
| ------------------- | ---------------- | --------- | ----- |
| The Kabuki Warriors | Asuka Kairi Sane | 2023–2024 | Dupla |

## Títulos e prêmios
- Slam Wrestling Awards
  - Melhor Dupla Feminina da WWE (2022)[43]
- WWE
  - Campeonato Feminino da WWE (1 vez) – Sky
  - Campeonato Mundial Feminino (1 vez) – Sky
  - Campeonato de Duplas Femininas da WWE (3 vezes) – Kai e Sky (2),[44] Asuka e Sane (1)
  - Décima Campeã da Tríplice Coroa Feminina da WWE – Sky
  - Sétima Campeã Grand Slam da WWE – Sky
  - Money in the Bank Feminino (2023) – Sky
  - Royal Rumble feminino (2024) – Bayley